# Macrodon
Macrodon és un gènere de peixos de la família dels esciènids i de l'ordre dels perciformes.

## Morfologia
- Cos allargat i comprimit.
- Ulls moderadament grossos.
- Boca al capdavant, obliqua i grossa.
- Mandíbula inferior sortint.
- Dents grans, punxegudes i amb grans canines en ambdues mandíbules.
- Aleta anal de base curta.
- Escates petites i llises.
- Marge de la cua en forma de lletra "S".

## Taxonomia
- Macrodon ancylodon (Bloch & Schneider, 1801)[3]
- Macrodon mordax (Gilbert & Starks, 1904)[4][5][6][7][8][9][10]